# Waisenhaus

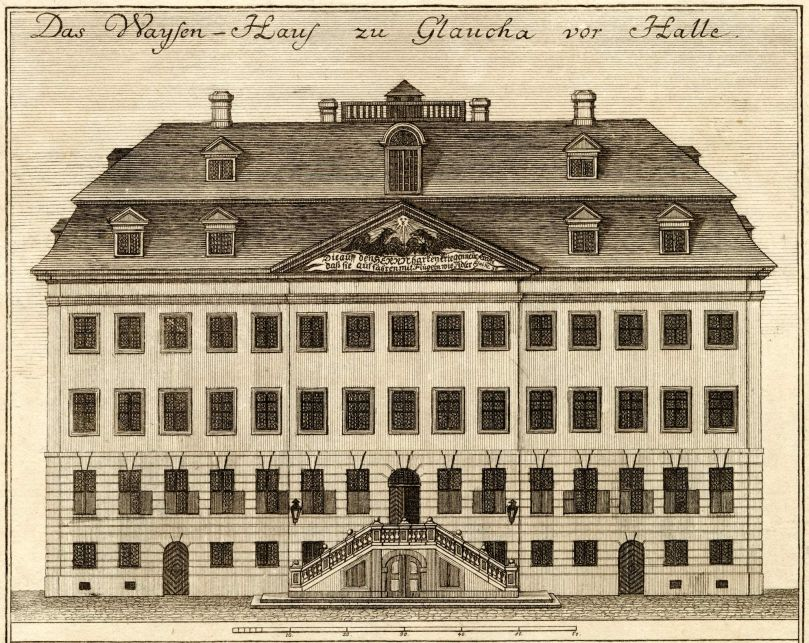
Das Franckesche Waisenhaus in Halle (Saale), erbaut 1700

Ein Waisenhaus war eine bis ins 20. Jahrhundert verbreitete Einrichtung, in der unversorgte Kinder und Jugendliche wohnten und mit einer pädagogischen Intention betreut wurden. Das waren zum einen Waisen, also Kinder ohne Eltern. Aber auch Halbwaisen, also Kinder ohne Vater oder Mutter, kamen ins Waisenhaus, meist dann, wenn der Vater als Ernährer verstorben und die Familie verarmt war. Eine weitere Gruppe von Kindern, die in Waisenhäusern aufgenommen wurden, waren Findelkinder. Seit dem 15. Jahrhundert gelangte eine dritte Gruppe von Kindern in die Einrichtungen, nämlich die „Sozialwaisen“. Grund dafür war eine neue Einstellung gegenüber der Armut und dem Betteln. Aber nicht nur zwangsweise kamen Kinder ins Waisenhaus, denn oft ersuchten Eltern, z. B. Witwen, um Aufnahme ihrer Kinder in der Hoffnung, dass sie dort unter besseren Bedingungen aufwachsen werden. Auch Eltern „widersetzlicher“ Kinder übergaben diese dem Waisenhaus. Erst im 19. Jahrhundert ging ihre Zahl deutlich zurück, und noch heute gibt es Babyklappen, in denen unerwünschte Kinder abgegeben werden können.

## Geschichte

### Waisenpflege von der Antike bis zum 17. Jahrhundert
Die Durchsetzung des Christentums im spätantiken Römischen Reich bedeutete im Vergleich zur Antike einen fundamentalen Bruch im Umgang mit Waisen- und vor allem Findelkindern. Wurden diese Kinder in der Antike von ihren Erziehungsberechtigten als Eigentum behandelt und konnten als Sklaven verkauft werden, so galten sie im Christentum als nun rechtlich Freie als besonders schützenswert. In der frühchristlichen Praxis wurden Findel- und Waisenkinder dem Schutz des Bischofs anvertraut. Häufig wurden sie von Witwen aufgezogen, die von der Kirche unterstützt wurden. Trotz aller kirchlichen Sanktionen blieben Kindesaussetzungen häufig, so dass ab dem 5. Jahrhundert in größeren Städten wie Arles, Mâcon und Trier Marmorbecken (lat. marmorea concha) an den Eingangstüren der Kirchen angebracht wurden, in die Kinder, deren man sich entledigen wollte, gelegt werden konnten.
Erste Einrichtungen, die auch Waisen aufnahmen, entstanden im Orient ab dem 4. Jahrhundert. Sie wurden Xenodochien (Fremdenherbergen) genannt, weil sie der Aufnahme von Pilgern dienten, aber auch Arme, Alte, Kranke und Waisen aufgenommen wurden. Diese Einrichtungen, größere Wohnkomplexe mit einer Kirche im Mittelpunkt, waren die Vorbilder für die mittelalterlichen Hospitäler in Europa. Die ersten Einrichtungen, die sich auf die Aufnahme von Waisen und Findelkindern spezialisierten, entstanden um 330 in Konstantinopel und erst ab 787 in Mailand. Auch in den Kapitularien, den Sammlungen von Verordnungen des frühen 9. Jahrhunderts, werden Findel- und Waisenhäuser erwähnt.
Unter den mittelalterlichen spirituellen Gemeinschaften ragt der um 1175 von Guido de Montpellier gegründete Orden der Hospitalbrüder vom Heiligen Geist wegen seiner Konzentration auf die Betreuung von Waisen- und Findelkindern heraus. Das von ihm geleitete Ospedale di Santo Spiritu in Rom war mit einer torna ruota, einer Drehlade zur Abgabe unerwünschter Kleinkinder, ausgestattet. Die Kinder konnten heimlich von außen in die Drehschale gelegt und ein Zeichen gegeben werden, damit das Pflegepersonal des Hospitals die Lade drehen und das Kind zur weiteren Versorgung herausnehmen konnte. Diese Einrichtung wurde in den folgenden Jahrhunderten vor allem in italienischen Findelhäusern, z. B. dem Ospedale degli Innocenti in Florenz, wo sie bis 1875 in Betrieb war, aber auch in einigen deutschen Einrichtungen eingeführt. Im Hohen Mittelalter initiierten vor allem die Städte ein Fürsorgewesen für ihre Bürgerinnen und Bürger und betrieben Hospitäler. Jedoch waren diese häufig keine kommunalen Gründungen, sondern waren von einzelnen Bürgern gestiftet worden, um sich die ewige Fürbitte der Insassen zu sichern. Ob in allen kommunalen Hospitälern Findel- und Waisenkinder untergebracht waren, kann nur vermutet werden, da die Quellen darüber schweigen. Jedoch sind diese nachweislich in die Hospitäler von Frankfurt, Göttingen, Bamberg, Leipzig, Biberach, Einbeck und Esslingen aufgenommen worden.
Ab dem 14. Jahrhundert entstanden vor allem im südwestdeutschen Raum die ersten auf die Betreuung von Kindern spezialisierten Findel- und Waisenhäuser, so z. B. in Ulm, Freiburg im Breisgau, Straßburg, Esslingen und das nördlichste in Köln. Im Spätmittelalter wandte sich die städtische Obrigkeit zudem verstärkt den Sozialwaisen zu, also den Kindern der Armen und Bettler. Dafür gab es zwei Gründe. Zum einen änderte sich die Einstellung gegenüber der Armut und vor allem gegenüber dem Betteln, das jetzt als Nichtstun kritisiert und denunziert wurde. Zum anderen verschärfte sich ab dem 15. Jahrhundert das Armutsproblem durch steigende Lebensmittelpreise und die massive Zuwanderung vom Land in die Städte. Viele Städte erließen Bettelverbote und wiesen fremde Arme und Bettler aus der Stadt aus, während in anderen Städten die einheimischen Armen Zeichen oder Marken tragen mussten, um sie zu identifizieren. So kamen neben den Kindern der Armen, die sie nicht mehr ernähren konnten, auch die Kinder der Bettler in die Waisenhäuser, um sie dem „schädlichen“ Einfluss ihrer Eltern zu entziehen und zur Arbeit zu erziehen.
Die Reformation brachte für das Armen- und vor allem das Waisenwesen wenig Neues. In der Folgezeit erließen die Magistrate der Städte Armen- oder Kastenordnungen, um die Organisation des Armenwesens zu zentralisieren. In Lübeck ließ eine Hungersnot und ein „pestilenzartiges Fieber“ 1546/47 die Zahl der unversorgten Waisenkinder so stark ansteigen, dass der Rat der Stadt 1547 ein Waisenhaus einrichtete – das erste in Norddeutschland überhaupt. Diese Einrichtung nahm allerdings nur ehelich geborene Waisen auf, deren Eltern das Bürgerrecht besaßen; alle anderen Waisen- und Findelkinder kamen in das 1601 gegründete St. Annen Armen- und Werkhaus. Diese Unterscheidung zwischen bürgerlichen Waisenkindern, die in „Bürgerwaisenhäusern“ mit höherem Standard untergebracht wurden, und Waisenkindern der Unterschicht, die in Arbeitshäusern durch harte Arbeit auf ein entsprechendes Berufsleben vorbereitet wurden, lässt sich auch für andere Städte nachweisen. In den Territorien, die sich der Reformation angeschlossen hatten, musste die Armen- und damit auch die Waisenfürsorge auf dem Lande neu organisiert werden. Ursache dafür war die Säkularisation der Klöster und die Einziehung ihres Vermögens, so dass diese als Fürsorgeinstitutionen für bedürftige Landbewohner ausfielen. Vorreiter bei der Neuorganisation der territorialen Armenfürsorge war neben Sachsen vor allem Hessen, wo ab 1530 vier Hohe Hospitäler zur Versorgung der Bedürftigen auf dem Lande eingerichtet wurden. In diesen Institutionen wurden neben Alten, Invaliden, körperlich und geistig Behinderten, Kranken, Aussätzigen und Syphilitikern auch Findelkinder und Waisen aufgenommen.

### Waisenhäuser in den Niederlanden im „Goldenen Zeitalter“

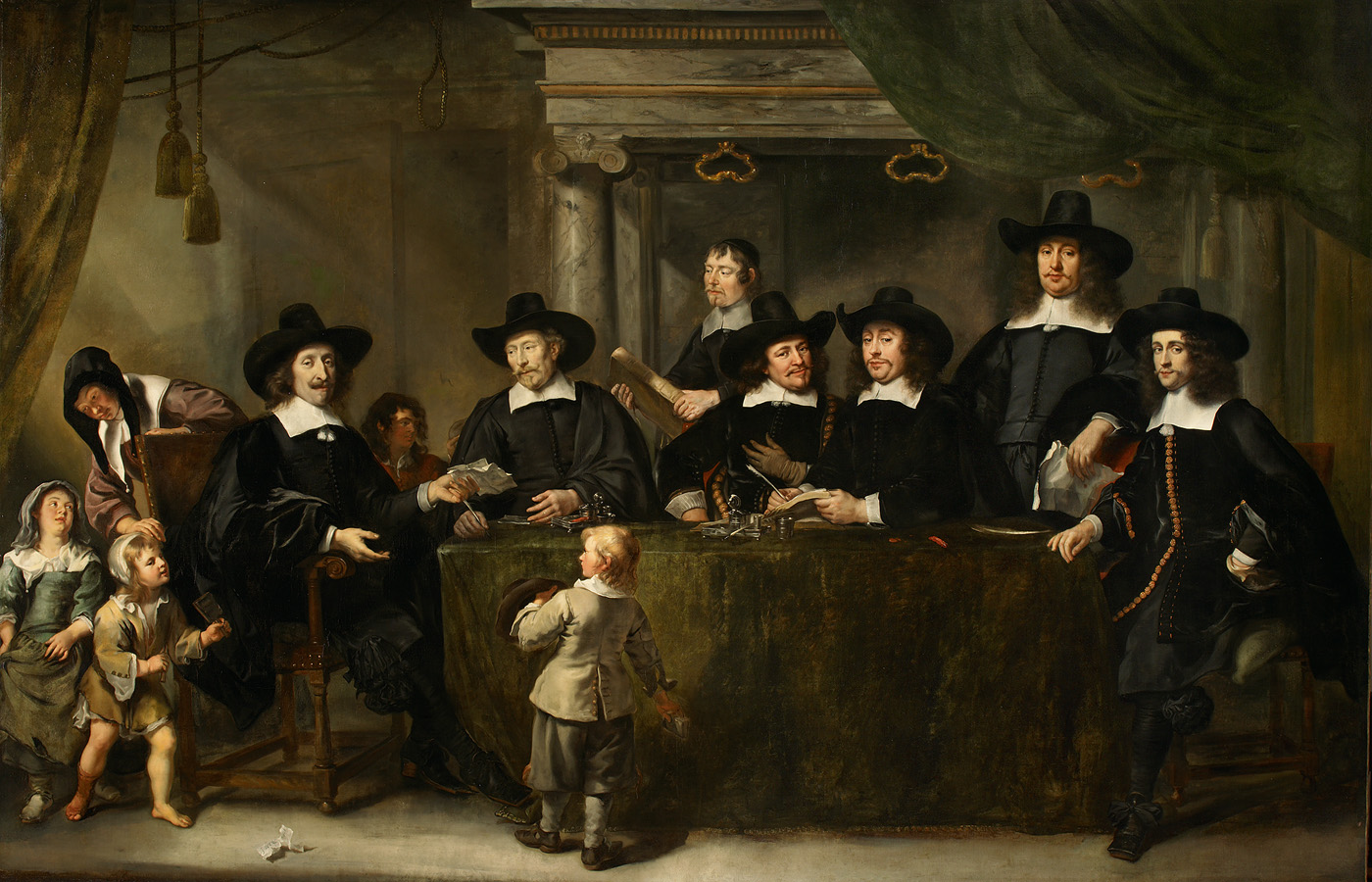
Jürgen Ovens, Regenten des Bürgerlichen Waisenhauses, 1663

Im späten 16. Und 17. Jahrhundert waren die Niederlande nicht nur das reichste, sondern auch in Bezug auf das Sozialsystem fortschrittlichste Land. Jede Stadt, aber auch einige wohlhabende Dörfer hatten mindestens ein Waisenhaus. In Amsterdam war bereits 1520 ein Waisenhaus für bürgerliche Waisen (Burgerweeshuis) eröffnet worden. Im 17. Jahrhundert kamen Einrichtungen für nicht bürgerliche Waisen hinzu (Aalmoezeniersweeshuis, 1666) und verschiedene Religionsgemeinschaften nahmen die Nachkommen verstorbener Gemeindemitglieder in ihre Obhut: die Katholiken (1570 eines für Mädchen, 1664 für Jungen), die wallonischen Reformierten (1631), die englischen Presbyterianer (1651), die niederländischen Reformierten (1657), die Rijnsburger Kollegianten (1675) und die Lutheraner (1678). Die Burgerweeshuizen wurden zum Ausdruck bürgerlichen Stolzes, wovon noch heute die zahlreichen großformatigen Porträts der aus der bürgerlichen Oberschicht stammenden Kuratoren, Regenten oder Regentessen genannt, zeugen. Die Waisenhäuser wurden in repräsentativer Bauweise errichtet, die Waisenkinder trugen Uniformen, um sie als Objekte einer florierenden städtischen Wohltätigkeit zu kennzeichnen. Die Einrichtungen wurden von einer Waisenmutter und einem Waisenvater geleitet, denen einige Bedienstete zur Seite standen. Während die Waisenmutter für die Versorgung der Kinder zuständig war, übernahm der Waisenvater die Verwaltung und unterrichtete häufig auch die Kinder. Die Verwaltung des Waisenhauses als öffentlich-rechtliche Anstalt und des Vermögens oblag den Regenten, die ehrenamtlich tätig waren. Die ab dem 17. Jahrhundert gegründeten Waisenhäuser für nicht-bürgerliche Waisen aus den Unterschichten und für Findelkinder, wie das Aalmoezeniersweeshuis in Amsterdam, waren entweder kommunale oder Einrichtungen der Reformierten Kirche, manchmal in Kooperation von beiden Trägern. In der Regel waren dort mehr Kinder untergebracht als in den Waisenhäusern für Bürgerkinder und auch der Standard der Versorgung und Ausbildung der Kinder war niedriger. Dies bedingte auch eine höhere Sterblichkeit der Kinder. Die größeren Einrichtungen waren mit Textilmanufakturen verbunden, in denen die Kinder arbeiten mussten, kleinere Waisenhäuser verdingten die Kinder an ortsansässige Manufakturen. Die Organisation und Verwaltungsstrukturen waren mit denen der Burgerweeshuizen identisch und auch die Architektur dieser Häuser sowie die Uniformen der Insassen waren Ausdruck bürgerlichen Stolzes. Ab der Mitte des 17. Jahrhunderts wurden dann zahlreiche neue Waisenhäuser im Heiligen Römischen Reich Deutscher Nation gegründet. Viele dieser Gründungen, vor allem in Nord- und Mitteldeutschland, nahmen sich die niederländischen Einrichtungen zum Vorbild. August Hermann Francke (1663–1727), der Gründer des Halleschen Waisenhauses, schickte 1697 vor Errichtung des neuen Gebäudes seinen engsten Mitarbeiter in die Niederlande, um sich dort über die Organisation und den Betrieb der entsprechenden Anstalten zu informieren. Auch die Architektur des Gebäudes erinnert an niederländische Vorbilder.

### Das Jahrhundert der Waisenhäuser (1670–1770) und das Hallesche Waisenhaus
Nach dem Ende des Dreißigjährigen Krieges (1618–1648) wurden in Deutschland über hundert Waisenhäuser gegründet. Auslöser war ein neues Selbstverständnis der Obrigkeiten, die im Rahmen der „guten Policey“ verstärkt auf ihre Untertanen einwirken wollten. Dabei richtete sich der Blick einerseits auf deviante Gruppen wie Bettler, die durch Repression und Disziplinierung in entsprechenden Einrichtungen (Armen-, Zucht- oder Arbeitshäuser) zu nützlichen Untertanen erzogen werden sollten. Aus einer Mischung von christlich-sozialen und disziplinarischen Motiven wurden aber auch zunehmend Waisenkinder in zentralen Einrichtungen versorgt und durch Erziehung zur Arbeit auf ein Leben als fleißige Untertanen vorbereitet. Dem entsprechend wurden gerade in den Anfangsjahren multifunktionale zentrale Einrichtungen zur Disziplinierung von Randgruppen und zur Versorgung der Waisen gegründet, wie z. B. das 1679 gegründete Armen-, Waisen- und Arbeitshaus in Frankfurt/Main. Andernorts wurden schon seit Jahrhunderten bestehende Hospitäler in multifunktionale Anstalten umgewandelt, so in Braunschweig, wo 1677 das Armen-, Waisen-, Zucht- und Werkhaus entstand. Ab 1670 ist aber auch die Gründung zahlreicher Waisenhäuser zu verzeichnen. In diese Anstalten wurden Kinder ab etwa 6 Jahren aufgenommen, die in der Regel bis zu ihrem 14./15. Lebensjahr in der Einrichtung verblieben. Außerdem herrschte in vielen Häusern das Heimatprinzip, so dass nur Kinder aus der Gemeinde, die Träger der Einrichtung war, aufgenommen wurden. Viele Waisenhäuser waren mit Textilmanufakturen verbunden, in denen die Kinder zu arbeiten hatten – Schulunterricht spielte eine eher untergeordnete Rolle. Die Häuser profitierten finanziell von der Förderung der sie tragenden Obrigkeit, die ihnen nicht nur Steuererleichterungen einräumte, sondern auch bestimmte öffentliche Abgaben oder andere regelmäßige Einkünfte zuwies. Es wurden aber auch Lotterien zugunsten der Waisenanstalten etabliert oder den Kindern das Recht zum Geldsammeln in der Öffentlichkeit an bestimmten Tagen eingeräumt. In ihrer Größe variierten die Einrichtungen stark. Zu den größeren Einrichtungen gehörte auch das 1696 von dem evangelischen Theologen August Hermann Francke (1663–1727) bei Halle (Saale) gegründete Waisenhaus, das wegweisend für die weitere Entwicklung von Waisenhäusern in Deutschland werden sollte. Denn der Gründer verband es mit Schuleinrichtungen für Kinder aus allen Ständen, von denen die meisten auswärtig waren und in Internaten auf dem Gelände wohnten. So beherbergte die Schulstadt Franckes in dessen Todesjahr mehr als 2.000 Kinder, von denen 134 Kinder Waisen waren. Diese profitierten von der pädagogischen Ausrichtung der Schulstadt, in der man sich bemühte, den Kindern aller Stände eine bestmögliche Ausbildung zukommen zu lassen, damit sie nützliche Mitglieder der Gesellschaft werden. Deshalb war die Arbeitsverpflichtung der Waisenkinder eher gering gegenüber der Schulausbildung und talentierten Waisenjungen wurde es ermöglicht, die Lateinschule der Anstalten zu besuchen, die zu einem Universitätsstudium qualifizierte und damit sozialen Aufstieg durch Bildung bot. Obwohl Franckes Anstalten in der Amtsstadt Glaucha vor Halle auf dessen Privatinitiative zurückgingen, wurden sie von der brandenburgisch-preußischen Landesherrschaft und zahlreichen Privatleuten finanziell unterstützt. Francke kaufte und pachtete nicht nur Güter zur Versorgung der dreitausend Menschen in seinen Anstalten, sondern er gründete auch „erwerbende Betriebe“: eine Druckerei, die mit einem Verlag und Buchhandlungen verbunden war, sowie eine Apotheke, in der selbst hergestellte Medikamente vertrieben wurden und die von einem weltweiten Medikamentenversand ergänzt wurde, der jährlich Tausende von Reichstalern Reingewinn realisierte. Indem er den Betrieben die Benennung „Waisenhaus“ gab, z. B. Verlag des Waisenhauses oder Waisenhausapotheke, schuf er eine eigene Marke, die sein Waisenhaus weltweit bekannt machte. Unterstützt wurde dies durch den Druck und die Verteilung von Werbeschriften. All diese Elemente, aber auch die pädagogische und didaktische Qualität der Ausbildung – Gründung von Lehrerseminaren, Schaffung eines aus einer Kunst- und Naturalienkammer, eines botanischen Gartens und weiteren Elementen bestehenden „Bildungskosmos“ – machte Franckes Anstalten zu einem deutschland- und europaweit kopierten Vorbild.

### Aufklärung und Waisenhausstreit

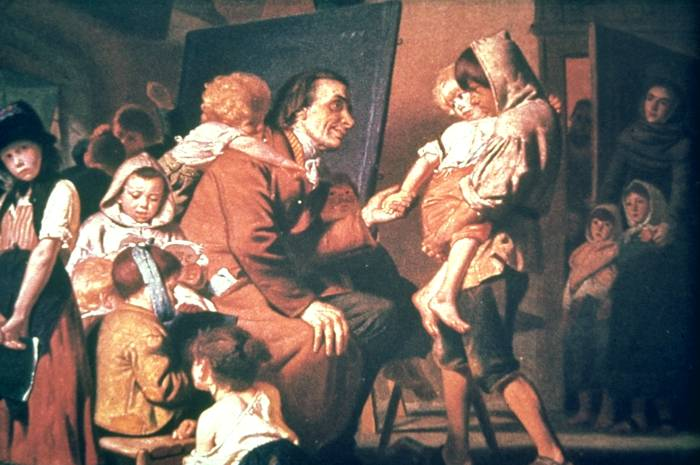
Pestalozzi mit Waisenkindern in Stans

Die Pädagogik der Aufklärung, wie sie z. B. Jean Jacques Rousseau in seinem Roman „Émile ou de l’Éducation“ (1762) entwickelt hatte, wurde auch im deutschsprachigen Raum schnell rezipiert. In Bezug auf das Armen- und Waisenwesen wurden die Anstalten des Schweizers Johann Heinrich Pestalozzi (1746–1827) wegweisend. Im Jahre 1775 gründete er für 50 Zöglinge, darunter Waisen oder Halbwaisen, die Erziehungseinrichtung Neuhof bei Birr im Kanton Aarau. Die Kinder sollten im Sommer mit Feldarbeit und im Winter mit Spinnen und Weben beschäftigt und gleichzeitig unterrichtet werden. In Rousseauscher Tradition hatte Pestalozzi die Erziehung bewusst auf dem Lande verortet. Ziel war für ihn die Veredelung des Menschen aus dem Naturzustand zum sittlichen Bürger. Pestalozzis Projekt scheiterte jedoch schon nach fünf Jahren. 1799 eröffnete er dann eine „vaterländische“ Erziehungsanstalt für vater- und mutterlose Kinder im ehemaligen Ursulinenkloster zu Stans. Weitere Schul- und Anstaltsgründungen Pestalozzis folgten. Insbesondere seine „Industrieschule“, die variabel einsetzbare Fertigkeiten und Fleiß (industria) mit dem Ziel des „gemeinnützigen“ Bürgers vermittelte, stellte ein neuartiges pädagogisches Element dar. Das Beispiel von Pestalozzis Einrichtung zeigt, dass auch Waisenhäuser am Projekt der Aufklärung teilnahmen. Dabei stand zumindest in der ersten Hälfte des 18. Jahrhunderts außer Frage, dass Waisenhäuser der richtige Ort zur Erziehung alleinstehender Kinder seien.
Jedoch wandelte sich die „aufgeklärte“ öffentliche Meinung gegen Ende des Jahrhunderts und Waisenhäuser wurden nunmehr kritisch gesehen und als Institution abgelehnt. Gegen Ende des 18./Anfang des 19. Jahrhunderts führten die Philanthropen den berühmten Waisenhausstreit gegen die in den Anstalten herrschenden Missstände und setzten sich für Familienpflege ein. Denn neben der Misswirtschaft in den Einrichtungen wurden die räumliche Enge, die schlechte Hygiene, das Fehlen von frischer Luft, Mangelkrankheiten wie Skorbut und Rachitis, Infektionskrankheiten, vor allem Tuberkulose, und durch Unsauberkeit entstandene Leiden wie die allgegenwärtige „Krätze“ kritisiert. Hinzu kam die Kritik über die Vielfachbelegung der Betten, die unzureichende Bekleidung sowie über den Unterricht, der entgegen der aufklärerischen Pädagogik am herkömmlichen Auswendiglernen von geistlichen Liedern und Bibeltexten festhielt und offensichtlich weniger der Bildung der Kinder als der Sammlung von Almosen bei öffentlichen Auftritten diente. Die Kritik an den Anstalten wurde so laut, dass sie geschlossen wurden. Die Kinder wurden bei Familien untergebracht, jedoch sahen diese meistens nur den „Arbeitswert des Kindes“. Wenn das Kind nicht die gewünschte Leistung lieferte, wurde es zurückgebracht und in einigen Fällen musste es aus der Familie wieder zurückgeholt werden. Da die Unterbringung in den Familien nicht die ideale war, ging der Waisenhausstreit weiter. Das strikte Familienprinzip führte zu neuen Missständen, sodass eine Reform der Anstalten angestrebt wurde, um die sich besonders Johann Heinrich Pestalozzi verdient machte. Der Ruf nach besseren Waisenhäusern wurde lauter und viele Veränderungen besprochen. Zum Beispiel wurde von ausreichender Ernährung gesprochen, jedes Kind sollte sein eigenes Bett bekommen. Die Arbeitsstunden sollten auf drei oder vier Stunden heruntergesetzt werden. Weiterhin soll es zur Förderung der Gesundheit jeden Tag Gymnastik für die Kinder geben. Im Endergebnis kam es nicht, wie vielfach dargestellt, zur Auflösung sehr vieler Waisenhäuser. Fast alle größeren Städte unterhielten auch im 19. Jahrhundert noch ihr „Orphanotrophium“. Zudem sollte sich die Zahl der Anstalten für Kinder und Jugendliche im 19. Jahrhundert sogar noch deutlich erhöhen. Diese Anstalten wurden unter Berücksichtigung der Kritik der Aufklärer häufig an „gesunden“ Standorten vor der Stadt oder auf dem Lande situiert. Insgesamt verfolgte die institutionelle Versorgung von Kindern und Jugendlichen im 19. Jahrhundert neue medizinische und pädagogische Zielsetzungen.

### Waisenhäuser im 19. und 20. Jahrhundert
Im Verlauf des 19. Jahrhunderts konzentrierte sich die Arbeit in den Waiseneinrichtungen immer mehr auf die Klientel der im damaligen Sprachgebrauch verwahrlosten, erziehungsschwierigen Jugendlichen. Dies erfolgte aufgrund der sich stark verändernden gesellschaftlichen Bedingungen, die sich im Zuge der Industrialisierung und Urbanisierung nicht nur in Deutschland ausbildeten. Im evangelisch-pietistischen Bereich gab es schon sehr früh Initiativen zur Gründung von „Rettungshäusern“ für diese Kinder und Jugendliche, so 1819 durch Adalbert von der Recke-Volmerstein (1791–1878) 1819 in Overdyck – die Anstalt wurde 1822 nach Düsselthal bei Düsseldorf verlegt –, 1820 in Beuggen (Baden) durch den pietistischen Sozialreformer Christian Heinrich Zeller (1779–1860) und 1825 in Weimar, wo Johannes Falk (1768–1826) das Rettungshaus „Lutherhof“ gründete. Diese Rettungsanstalten fanden viele Nachahmer und wurden zu einem Vorbild für die protestantische Fürsorgearbeit, z. B. für die Stiftung „Rauhes Haus“ in Hamburg-Horn. Diese war 1833 von dem Theologen Johann Hinrich Wichern (1808–1881) für verhaltensauffällige oder straffällig gewordene Kinder („sittlich verwahrlost“) aus den Hamburger Unterschichten gegründet worden. Bei der Erziehung setzte Wichern besonders auf das Prinzip der Familialität als Leitidee der inneren Organisation, zudem stellte er die Bedeutung der Arbeit für die Menschenbildung heraus. So mussten die Kinder im Haus und in der Landwirtschaft arbeiten, u. a. um sie auf ein entsprechendes Arbeitsleben im Erwachsenenalter vorzubereiten.
In Preußen dienten Militärwaisenhäuser zur Aufnahme von Waisenkindern evangelischer Konfession, die während des aktiven Militärdienstes der Väter geboren waren. Von den Militärwaisenhäusern wurde 1829 eine Tochteranstalt für Mädchen in Pretzsch abgezweigt. Die römisch-katholischen Kinder wurden im Erfurter Waisenhaus erzogen. 1844 gründete Clara Fey den Orden „Schwestern vom armen Kinde Jesus“. 1872 (in diesem Jahr begann der Kulturkampf, der bis 1887 währte) lebten in 27 Niederlassungen des Ordens in Preußen rund 600 Schwestern. Dazu kamen Häuser in Österreich und Luxemburg. Die Tätigkeit der Schwestern erweiterte sich von Schulen und Internaten zu Waisenhäusern, Kindergärten, Handelsschulen, Frauenfachschulen und anderen Instituten zur Betreuung vor allem von Mädchen. 1886 eröffnete das Hyrtl’sche Waisenhaus in Mödling/Niederösterreich.
In der zweiten Hälfte des 19. Jahrhunderts ging die Bedeutung der kirchlich-christlich motivierten Waisenfürsorge gegenüber der kommunalen spürbar zurück. Das war verbunden mit der Gründung neuer Anstalten, die nunmehr als „Kinderheime“ oder „kinder- und jugendpädagogische Einrichtungen“ bezeichnet wurden.
Unter Heimerziehung versteht man Hilfe zur Erziehung in einer Einrichtung, in der Kinder und Jugendliche Tag und Nacht wohnen und pädagogisch betreut werden, um sie in ihrer Entwicklung zu fördern.
Früher stand der Fürsorgegedanke im Vordergrund, später das Partizipationsprinzip. Auch diese Anstalten dienten vornehmlich der Unterbringung „verwahrloster“ Kinder, während elternlose Waisen eher in Pflegefamilien gegeben wurden. Rechtliche Grundlage dafür waren das Zwangserziehungsgesetz 1878, das Fürsorgeerziehungsgesetz 1900 und das Reichsjugendwohlfahrtsgesetz von 1922. Obwohl sich die Weimarer Republik mit diesem Gesetz dazu verpflichtete, für jedes Kind in den Einrichtungen das Recht auf „Erziehung zur leiblichen, seelischen und gesellschaftlichen Tüchtigkeit“ sicherzustellen, kam Kritik an den schlechten Lebensbedingungen und der von der Erziehenden ausgeübten physischen Gewalt auf. Der Nationalsozialismus sorgte dann mit seiner rassistischen Fürsorgepolitik für die weitere Ausgrenzung der Jugendlichen und viele Zwangselemente wurden in die staatliche Erziehungsarbeit integriert. Nach Ende des Zweiten Weltkriegs stieg die Zahl der Kinderheime in staatlicher oder konfessioneller Trägerschaft nicht zuletzt wegen Flucht und Vertreibung von Millionen Menschen zunächst an. Aber seit den 1950er Jahren wuchs das professionelle Netz von ambulanten Betreuungsmöglichkeiten (Pflegestellen, Beratungsstellen etc.) zur Vermeidung der Unterbringung in Heimen an.
Ab Mitte der 1960er Jahre kam dann die Situation in den Kinderheimen verstärkt in das Blickfeld und die Kritik der Öffentlichkeit. Diese Debatte, die sowohl in polemischer Form geführt wurde als auch eine konstruktive Verbesserung der Situation zum Ziel hatte, hat dann dazu geführt, dass sich seit den 1980er Jahren endgültig eine Abkehr von den alten Heimkonzepten durchsetzen konnte.
In den Jahren 1966/1967 verbreitete Luise Rinser in ihrem Roman Ich bin Tobias und in ihrem Buch Zölibat und Frau das Gerücht („sagt man“), in Belgien und andernorts gebe es eigens für Priesterkinder errichtete Heime. Sie beklagte das damit verbundene Schicksal dieser Kinder, als elternlose Kinder aufwachsen zu müssen.

### Weitere Entwicklung
Während sich vielfach bauliche Zeugnisse erhalten haben, hat sich die Institution im Bezug auf Name und Organisation an die gesamtgesellschaftliche Entwicklung angepasst.
Die Bezeichnung Waisenhaus ist heute höchstens in der Umgangssprache gebräuchlich, da der Grund für die Unterbringung von Kindern und Jugendlichen in Einrichtungen außerhalb der Herkunftsfamilie in der Regel nicht die Elternlosigkeit der Kinder ist. Vielmehr erfolgt die Unterbringung, weil die Bedingungen im Elternhaus dem Kindeswohl entgegenstehen. Teilweise werden solche Kinder als Sozialwaisen bezeichnet. In der Heimerziehung herrscht heute das Bemühen vor, durch kleine Einheiten möglichst familienähnliche Bedingungen für die Kinder zu schaffen. Die heute gängige Bezeichnung ist meist Kinderheim. Betreuende Jugendämter sind in der Regel (alternativ) auch daran interessiert, Heimkinder in Pflegefamilien zu vermitteln.

## Liste bekannter Waisenhäuser
Chronologisch sortiert gehören folgende Waisenhäuser zu den im Wesentlichen im 17. und 18. Jahrhundert zahlreich gegründeten Einrichtungen:

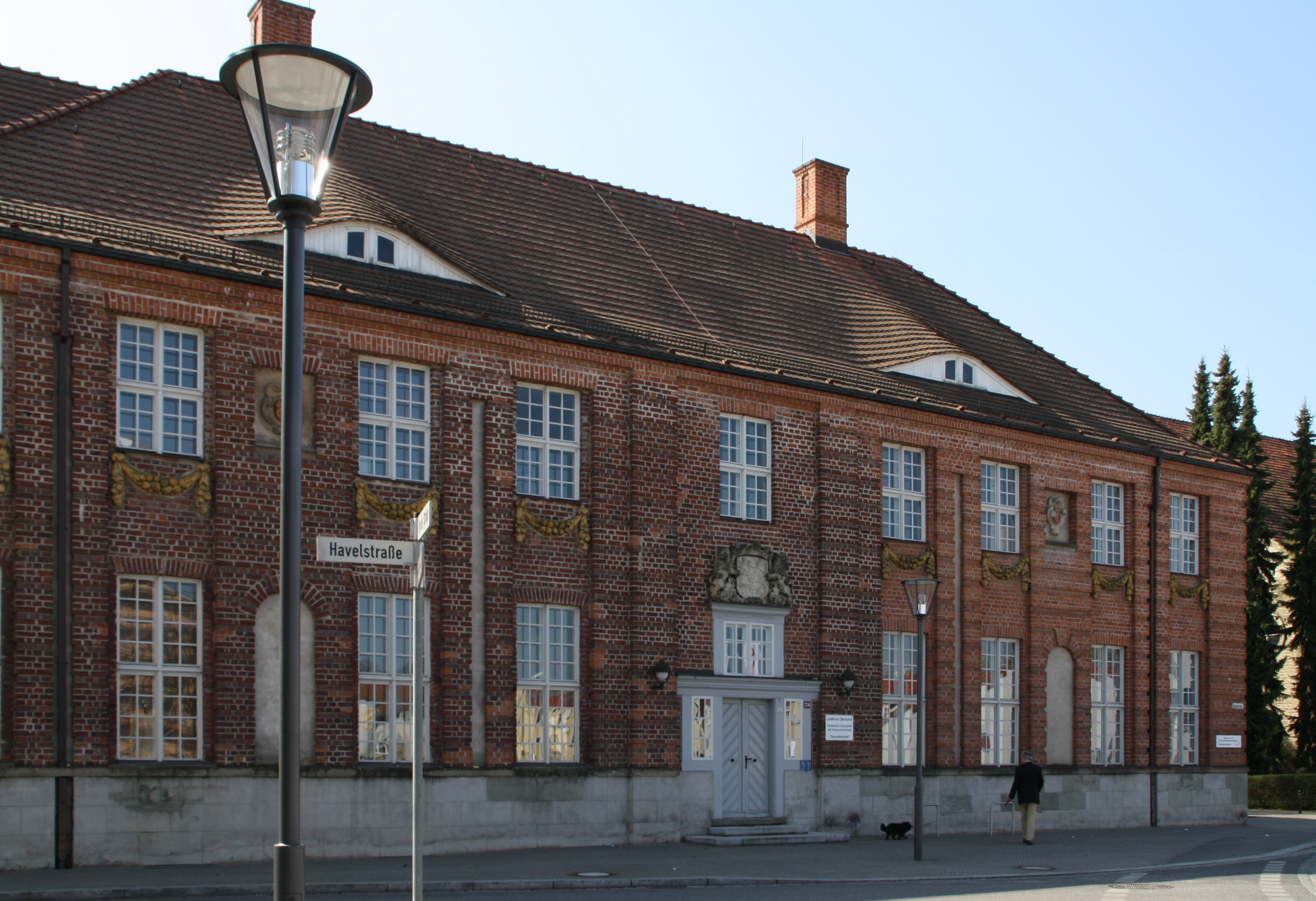
Das Oranienburger Waisenhaus

- Das Seelhaus wurde um 1435 gegründet und bekam 1588 als Stiftung eine Umwandlung als „Armenkinder-Waisenanstalt“ in Bamberg.[17]
- Nach einer verheerenden Hungersnot gründeten Philanthropen 1546 das Lübecker Waisenhaus.[18][19]
- Ein städtisches Waisenhaus wurde in Augsburg als Stiftung im Jahr 1572 gegründet.[20][21]
- Das Münchner Waisenhaus wurde 1625 als Bürgerwaisenhaus ins Leben gerufen und war seit 1809 eine Waisenhausstiftung.[22] Heute wird dort eine moderne Kinder- und Jugendfürsorge mit ca. 122 Plätzen bewerkstelligt.
- Das Oranienburger Waisenhaus wurde als Stiftung in der Mark Brandenburg im Jahr 1665 gegründet.[23]
- Im selben Jahr 1665 wurde in Mainz der Hof zum Homberg als Waisenhaus eingerichtet. Es war damals das erste Institut dieser Art im Kurfürstentum Mainz.
- Das Waisenhaus in Varel konnte 1669 als Stiftung gegründet werden.[24]
- Das Waisenhaus in Basel wurde als Bürgerliche Stiftung im Jahr 1669 gegründet.[25]
- Das Waisenhaus in Frankfurt am Main wurde als Stiftung 1679 gegründet.[26]
- Das St.-Petri-Waisenhaus in Bremen konnte als Stiftung im Jahr 1692 gegründet werden.[27]

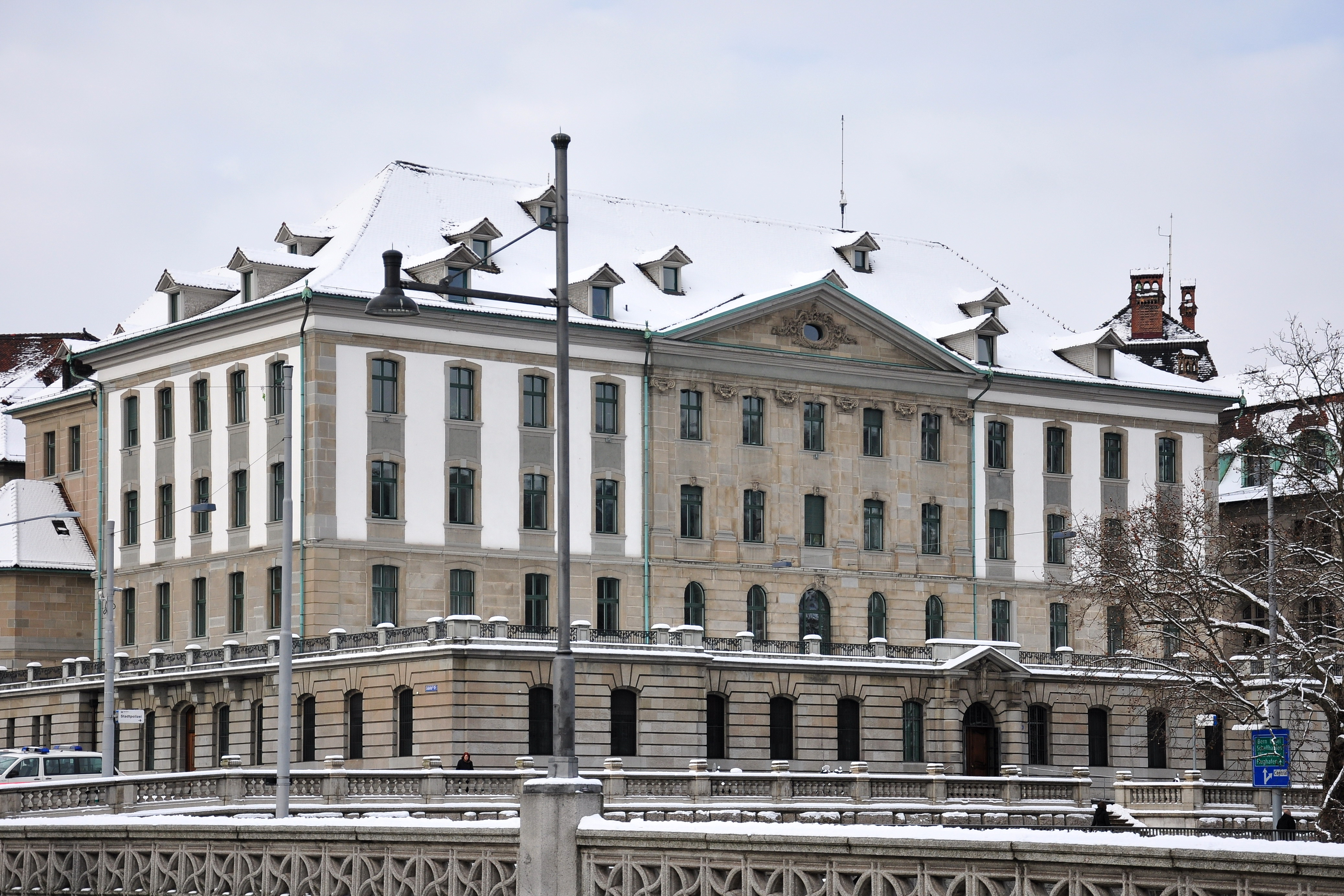
Das einstige Waisenhaus des ehemaligen Klosters Oetenbach in Zürich

- In Hildesheim wurde 1694 ein Waisenhaus in der Altstadt in Räumlichkeiten von St. Martini gegründet. Außerdem wurde dort 1750 das Waisenhaus des Kapitels des Domes gegründet und 1754 ein weiteres in der Neustadt.[28][29]
- Johann Georg II. richtete 1694 durch Umnutzung der Kartause Eisenach ein Waisenhaus ein.[30]
- Das Waisenhaus in Celle wurde 1694/96 gegründet.[31]
- Das Franckesche Waisenhaus wurde als Franckesche Stiftungen im Jahr 1698 in Halle (Saale) gegründet und 1700 erbaut.[32] In den Franckeschen Stiftungen von 1698 war in Halle das Waisenhaus nur eine Abteilung. Heute gibt es dort nur noch einen Kinderhort mit ca. 150 Kindern zwischen 6 und 14 Jahren, die von insgesamt neun Erzieherinnen betreut werden. Außerdem gibt es dort vier Schulen, ein Deutsches Jugendinstitut, die Martin-Luther-Universität und die Kulturstiftung des Bundes.
- Das Waisenhaus in Heiligenstadt wurde 1706 gegründet.[33]
- 1712 eröffnete das Stuttgarter Waisenhaus als „Waisen-, Zucht- und Arbeitshaus“.
- Das Waisenhaus in Einbeck wurde 1713 gegründet.[34][35]
- Das Waisenhaus in Clausthal wurde 1719 gegründet.[36]
- Das St.-Johann-Waisenhaus wurde 1724 von der Anne Maria Steffen Stiftung in Osnabrück gegründet.[37] Es betreut heute überwiegend Menschen jeden Alters mit Behinderungen.
- Das Große Militärwaisenhaus wurde als Stiftung in Potsdam 1724 von König Friedrich Wilhelm I. von Preußen gegründet.[38] Das Große Militärwaisenhaus hatte ab 1952 als Kinderheim 40 Jahre ausgesetzt. Heute ist es eine Bildungseinrichtung für benachteiligte Jugendliche in den Regionen Brandenburgs.[39]
- Das Waisenhaus in Nörten wurde 1732 gegründet.[40][41]
- Das Waisenhaus in Moringen wurde 1738 gegründet.[42]
- Die theologische Faktultät der Universität Göttingen betrieb ab 1746 ein Waisenhaus in Göttingen.[43]
- Die Steeler Waisenhaus-Stiftung wurde von Franziska Christine von Pfalz-Sulzbach im Jahr 1764 in Essen-Steele gegründet.[44] Die Stiftung hat heute eine Kindernotaufnahme und Kinderbetreuung im Matthias-Sommer-Haus.

- Das Rauhe Haus wurde als Waisenhaus Stiftung am 12. September 1833 in Hamburg gegründet.[45] Das Rauhe Haus hat heute im Großraum Hamburg etwa 100 Adressen von stationären Hilfen in Wohngemeinschaften, Wohngruppen und Einrichtungen sowie der ambulanten Hilfen für die Kinder- und Jugendhilfe.

- Die Moses Mendelssohn’sche Waisen-Erziehungs-Anstalt der jüdischen Gemeinde zu Berlin wurde am 1. Juli 1836 eröffnet.[46]

- Das Friedrichs-Waisenhaus Rummelsburg wurde 1854–1859 in Berlin erbaut.

- Im Wiener Stadtteil Landstraße befand sich als Vorläufer der K.K. Artilleriekaserne zwischen Rennweg und Landstraßer Hauptstraße das Waisenhaus am Rennweg. Die darin befindliche röm.-kath. Pfarrkirche Mariä Geburt war die Waisenhauskirche und wird mit der Waisenhausmesse Mozarts in Verbindung gebracht.

- Griechisches Waisenhaus Prinkipo ist ein historisches Gebäude auf der türkischen Insel Büyükada. Mit 20.000 Quadratmetern Nutzfläche ist es das größte Gebäude aus Holz in Europa und das zweitgrößte der Welt.

- Syrisches Waisenhaus ist eine missionarisch-diakonische Einrichtung in Jerusalem.

## Weitere Waisenhäuser
- Altes Waisenhaus (Stuttgart)
- Bläß’sches Palais
- Bürgerliches Waisenhaus (Passau)
- Evangelisch-lutherisches Waisenhaus in Kempten
- Friedrichs-Waisenhaus Rummelsburg
- Foundling Hospital
- Jüdisches Waisenhaus Berlin
- Katholische Waisenhaus-Stiftung Augsburg
- Kornmessersches Waisenhaus (Groß-Lichterfelde bei Berlin)
- Hermann-Haus (Kempten)
- Lübecker Waisenhaus
- Ospedale della Pietà, Venedig
- Pietà dei Turchini, Neapel
- Poveri di Gesù Cristo, Neapel
- Santa Maria della Scala (Siena)
- Santa Maria di Loreto, Neapel
- Santissima Annunziata Maggiore, Neapel
- SOS-Kinderdorf betreibt Waisenstationen in Entwicklungs- und Schwellenländern
- Strawberry Field, ein ehemaliges Waisenhaus in Liverpool
- Syrisches Waisenhaus, Jerusalem
- Waisenhaus am Rennweg
- Waisenhäuser in Königsberg